# Zsidai László
Zsidai László (Szombathely, 1986. július 16. –) kétszeres magyar bajnok, háromszoros válogatott magyar labdarúgó.

## Pályafutása
Eddigi klubjai: Szombathelyi Haladás, BFC Siófok, MTK Budapest FC, FC Volendam, Debreceni VSC.
2009-ben tagja volt az Összefogás Napja alkalmából megrendezett teremtornán győztes MTK csapatának.

## Sikerei, díjai
- MTK Hungária:
  - Magyar bajnok: 2008
  - Magyar bajnoki ezüstérmes: 2007
- Debreceni VSC:
  - Magyar bajnok: 2014

## Statisztika
| Klub               | Szezon           | NB I       | NB I       | NB II | NB II | Magyar kupa  | Magyar kupa  | Ligakupa         | Ligakupa         | Szuperkupa         | Szuperkupa         | Bajnokok Ligája | Bajnokok Ligája | Európa-liga | Európa-liga | Összesen | Összesen |
| Klub               | Szezon           | Mérk       | Gól        | Mérk  | Gól   | Mérk         | Gól          | Mérk             | Gól              | Mérk               | Gól                | Mérk            | Gól             | Mérk        | Gól         | Mérk     | Gól      |
| ------------------ | ---------------- | ---------- | ---------- | ----- | ----- | ------------ | ------------ | ---------------- | ---------------- | ------------------ | ------------------ | --------------- | --------------- | ----------- | ----------- | -------- | -------- |
| Siófok             | 2004–05          | —          | —          | 24    | 0     | 03           | 0            | —                | —                | —                  | —                  | —               | —               | —           | —           | 027      | 0        |
| Siófok             | Összesen         | —          | —          | 24    | 0     | 03           | 0            | —                | —                | —                  | —                  | —               | —               | —           | —           | 027      | 0        |
| Klub               | Szezon           | NB I       | NB I       | NB II | NB II | Magyar kupa  | Magyar kupa  | Ligakupa         | Ligakupa         | Szuperkupa         | Szuperkupa         | Bajnokok Ligája | Bajnokok Ligája | Európa-liga | Európa-liga | Összesen | Összesen |
| Klub               | Szezon           | Mérk       | Gól        | Mérk  | Gól   | Mérk         | Gól          | Mérk             | Gól              | Mérk               | Gól                | Mérk            | Gól             | Mérk        | Gól         | Mérk     | Gól      |
| MTK Budapest       | 2005–06          | 016        | 0          | —     | —     | —            | —            | —                | —                | —                  | —                  | —               | —               | —           | —           | 016      | 0        |
| MTK Budapest       | 2006–07          | 017        | 0          | —     | —     | 03           | 0            | —                | —                | —                  | —                  | —               | —               | —           | —           | 020      | 0        |
| MTK Budapest       | 2007–08          | 026        | 01         | —     | —     | —            | —            | 05               | 0                | —                  | —                  | —               | —               | —           | —           | 031      | 01       |
| MTK Budapest       | 2008–09          | 029        | 01         | —     | —     | 07           | 0            | 03               | 0                | —                  | —                  | —               | —               | 02          | 0           | 041      | 01       |
| MTK Budapest       | 2009–10          | 021        | 03         | —     | —     | 04           | 01           | 02               | 01               | —                  | —                  | —               | —               | —           | —           | 027      | 05       |
| MTK Budapest       | 2011–12          | —          | —          | 19    | 01    | 06           | 01           | 02               | 0                | —                  | —                  | —               | —               | —           | —           | 027      | 02       |
| MTK Budapest       | 2012–13          | 028        | 0          | —     | —     | 01           | 0            | 02               | 0                | —                  | —                  | —               | —               | 02          | 0           | 033      | 0        |
| MTK Budapest       | Összesen         | 137        | 05         | 19    | 01    | 21           | 02           | 14               | 01               | —                  | —                  | —               | —               | 04          | 0           | 195      | 09       |
| Klub               | Szezon           | Eredivisie | Eredivisie | —     | —     | Holland kupa | Holland kupa | Holland ligakupa | Holland ligakupa | Holland szuperkupa | Holland szuperkupa | Bajnokok Ligája | Bajnokok Ligája | Európa-liga | Európa-liga | Összesen | Összesen |
| Klub               | Szezon           | Mérk       | Gól        | Mérk  | Gól   | Mérk         | Gól          | Mérk             | Gól              | Mérk               | Gól                | Mérk            | Gól             | Mérk        | Gól         | Mérk     | Gól      |
| Volendam           | 2010–11          | 032        | 01         | —     | —     | 02           | 01           | —                | —                | —                  | —                  | —               | —               | —           | —           | 034      | 02       |
| Volendam           | Összesen         | 032        | 01         | —     | —     | 02           | 01           | —                | —                | —                  | —                  | —               | —               | —           | —           | 034      | 02       |
| Klub               | Szezon           | NB I       | NB I       | NB II | NB II | Magyar kupa  | Magyar kupa  | Ligakupa         | Ligakupa         | Szuperkupa         | Szuperkupa         | Bajnokok Ligája | Bajnokok Ligája | Európa-liga | Európa-liga | Összesen | Összesen |
| Klub               | Szezon           | Mérk       | Gól        | Mérk  | Gól   | Mérk         | Gól          | Mérk             | Gól              | Mérk               | Mérk               | Gól             | Mérk            | Gól         | Gól         | Mérk     | Gól      |
| Debreceni VSC      | 2013–14          | 028        | 02         | —     | —     | —            | —            | —                | —                | 01                 | 0                  | —               | —               | 02          | 0           | 031      | 02       |
| Debreceni VSC      | 2014–15          | 012        | 02         | —     | —     | 03           | 0            | 06               | 0                | —                  | —                  | 04              | 0               | 02          | 0           | 027      | 02       |
| Debreceni VSC      | 2015             | 013        | 01         | —     | —     | 0            | 0            | —                | —                | —                  | —                  | —               | —               | 04          | 0           | 027      | 02       |
| Debreceni VSC      | Összesen         | 053        | 05         | —     | —     | 03           | 0            | 06               | 0                | 01                 | 0                  | 04              | 0               | 08          | 0           | 075      | 05       |
| Puskás Akadémia FC | 2016             | 0          | 0          | —     | —     | —            | —            | —                | —                | —                  | —                  | —               | —               | —           | —           | 0        | 0        |
| Puskás Akadémia FC | Összesen         | 0          | 0          | 0     | 0     | 0            | 0            | 0                | 0                | 0                  | 0                  | 0               | 0               | 0           | 0           | 0        | 0        |
| Karrier összesen   | Karrier összesen | 222        | 11         | 43    | 01    | 29           | 03           | 20               | 01               | 01                 | 0                  | 04              | 0               | 12          | 0           | 331      | 16       |

Utolsó elszámolt mérkőzés: 2015. december 12.

### Mérkőzései a válogatottban
| Magyarország | Magyarország      | Magyarország                    | Magyarország | Magyarország | Magyarország | Magyarország | Magyarország | Magyarország |
| #            | Dátum             | Helyszín                        | Hazai        | Eredmény     | Vendég       | Kiírás       | Gólok        | Esemény      |
| ------------ | ----------------- | ------------------------------- | ------------ | ------------ | ------------ | ------------ | ------------ | ------------ |
| 1.           | 2007. február 7.  | Limassol (CYP)                  | Lettország   | 0 – 2        | Magyarország | barátságos   | -            |              |
| 2.           | 2008. március 26. | Zalaegerszeg, ZTE Aréna         | Magyarország | 0 – 1        | Szlovénia    | barátságos   | -            | 38'          |
| 3.           | 2014. június 7.   | Budapest, Puskás Ferenc Stadion | Magyarország | 3 – 0        | Kazahsztán   | barátságos   | -            |              |
|              | Összesen          |                                 |              | 3            | mérkőzés     |              | 0            | gól          |